# Sâm Mỹ
Panax quinquefolius là một loài thực vật có hoa trong Họ Cuồng. Loài này được L. miêu tả khoa học đầu tiên năm 1753.
Là loài bản địa miền đông Bắc Mỹ, nhưng nó cũng được trồng tại một số nơi như Trung Quốc.